# Xanthodynerus trichopygus
Xanthodynerus trichopygus är en stekelart som först beskrevs av Blüthgen 1954.  Xanthodynerus trichopygus ingår i släktet Xanthodynerus och familjen Eumenidae. Inga underarter finns listade i Catalogue of Life.